# AusRegistry
AusRegistry (auch ARI Registry Services) war ein Unternehmen mit Sitz in Melbourne, das auf die Verwaltung von Domains spezialisiert war. Von 2002 bis 2018 verwaltete es sämtliche Second- und Third-Level-Domains unterhalb von .au für die australische Vergabestelle auDA. Außerdem war es für die Endung .om verantwortlich.

## Geschichte
Die technische Verwaltung der länderspezifischen Top-Level-Domain .au wurde öffentlich ausgeschrieben und im Jahr 2002 zunächst für vier Jahre an AusRegistry vergeben. 2005 wurde der Vertrag zwischen der Vergabestelle auDA und dem Unternehmen erneut verlängert, ebenso im Jahr 2009. Die Anmeldung von Domains bei AusRegistry entsprach dem EPP-Entwurf und war eines der ersten Systeme, das eine schnelle Aktualisierung der Top-Level-Domains in Zonendateien anbot.
Neben dem operativen Betrieb von .au hatte sich AusRegistry um die Verwaltung neuer Top-Level-Domains beworben, beispielsweise .phone. Zuvor bekundete das Unternehmen bereits Interesse an .xxx, bewarb sich schließlich aber nicht um deren Verwaltung. 2012 setzte sich AusRegistry in der Ausschreibung um die Einführung der geografischen Adressen .melbourne, .sydney und .victoria für die jeweiligen Städte durch. Zu diesem Zweck wurde eine Kooperation mit der hiesigen Niederlassung von Ernst & Young geschlossen.
Im März 2011 wurde bekannt, dass AusRegistry mit dem Betrieb der Top-Level-Domain .om des Sultanats Oman beauftragt wurde. Dies schloss auch die Einführung einer internationalisierten Variante der Domain ein. Aufgrund der fortwährenden Internationalisierung des Unternehmens firmiert es seit einiger Zeit unter dem Namen ARI Registry Services, tritt nach außen aber weiter unter der Marke AusRegistry auf.
AusRegistry beziehungsweise dessen Geschäftsführer gehörten zu den schärfsten Kritikern der ICANN.